# Furkotny Potok
Furkotny Potok (słow. Furkotský potok, niem. Furkotabach, węg. Furkota-patak) – potok płynący Doliną Furkotną w słowackich Tatrach. Jest głównym ciekiem wodnym tej doliny. Wypływa z Wyżniego Wielkiego Furkotnego Stawu, najwyżej położonego stawu w dolinie. Dalej płynie w kierunku Soliskowego Stawku i Niżniego Wielkiego Furkotnego Stawu, przez które przepływa. Na niektórych odcinkach potok płynie pod złomami dna doliny, więc nie jest widoczny. Na stałe wypływa dopiero na jednej z niżej położonych części Doliny Furkotnej. Po wypłynięciu z tej doliny kieruje się w stronę Rakitowych Stawków, jednak mija je i na Białym Wagu wpada do Wielkiego Złomiskowego Potoku. Razem z tym potokiem tworzy rzekę zwaną Białym Wagiem.

## Szlaki turystyczne
Czasy przejścia podane na podstawie mapy.
  – górną i środkową częścią doliny biegnie żółty szlak z Doliny Młynickiej przez Bystrą Ławkę. Przejście szlakiem przez przełęcz jest dozwolone w obie strony, jednak zalecany jest kierunek z Doliny Młynickiej do Furkotnej w celu uniknięcia zatorów na łańcuchach. Ścieżka prowadzi z przełęczy obok obu Stawów Furkotnych i wzdłuż Furkotnego Potoku do Magistrali Tatrzańskiej. Różnica wzniesień 970 m.
- Czas przejścia z Bystrej Ławki do Rozdroża pod Soliskiem: 1:30 h, ↑ 2 h
- Czas przejścia od rozdroża do Magistrali Tatrzańskiej: 1 h, ↑ 1:15 h